# معهد السلام العالي للهندسة والتكنولوجيا
معهد السلام العالي للهندسة والتكنولوجيا هو معهد عالي خاص تابع لإشراف وزارة التعليم العالي والبحث العلمي المصرية.

## التأسيس
صدر القرار الوزاري رقم 3151 بتاريخ 12/10/2008 بإنشاء المعهد العالى للهندسة والتكنولوجيا بالقاهرة والمعهد خاضع للإشراف العلمي والأكاديمى لكلية الهندسة بالمطرية جامعة حلوان.

## أقسام المعهد
يمنح المعهد درجة البكالوريوس في الهندسة بنظام الساعات المعتمدة بتخصصات:
- هندسة القوى الميكانيكية.
- الهندسة المدنية.
- الهندسة المعمارية.[2]

## نظام الدراسة بالمعهد
مدة الدراسة بالمعهد خمس سنوات منها سنة إعدادية بنظام الساعات المعتمدة، ويقيد الخريج بنقابة المهندسين المصرية.

## شروط القبول
يتم قبول طلاب المعهد عن طريق مكتب تنسيق القبول للجامعات والمعاهد التابع لوزارة التعليم العالي، ويقبل المعهد الطلاب الحاصلين على المؤهلات الآتية:
- شهادة الثانوية العامة - الشعبة الهندسية وما يعادلها من الشهادات المصرية والعربية والأجنبية .
- شهادة الثانوية الأزهرية.
- شهادة دبلوم المدارس الثانوية الصناعية نظام الثلاث والخمس سنوات .
- شهادة دبلوم المعاهد الفنية الصناعية.[2]